# نوح أحمد حسن
نوح حسن (10 سبتمبر 1957-)، شاعر لبناني ومدرس وكاتب ومؤلف كتب دراسية ارتبط اسمه بشعر الثورة والوطن. يعتبر الشاعر نوح حسن أحد أبرز من ساهم بتطوير الشعر العربي الحديث وأحد المهتمين في شعر وتفسير القرآن والإضاءة على الأدب من خلال نتاجه الشعري والفكري وقصائده المتنوعة التي تتناول الوطن والأرض والظلم والمجتمع والفقر والفن والأم والعائلة، أنها تتنوع في قضايا المصير والخوف من المجهول وتنظر إلى المستقبل المتكامل.

## حياته
نوح أحمد حسن هو شاعرٌ لبناني ولد في (10 سبتمبر 1957) في بلدة معركة (صور). وهي إحدى قرى قضاء صور (لبنان) في جنوب لبنان. له العديد من المؤلفات، نال وسام الشعر من الجمعية الثقافية الأدبية ودرع المنتدى العاملي.
نوح حسن تلقى علومه الابتدائية والمتوسطة في مدرسةمعركة (صور)الرسمية وأنهى المرحلة الثانوية عام 1975 في ثانوية صور (لبنان) الرسمية. حيث تخرج من دار المعلمين والمعلمات في النبطية في عام 1979. وقد حصل على الإجازة التعليمية من الجامعة اللبنانية في اختصاص رياضيات في العام 1985. وبعدها نال المرتبة الأولى في مادة الرياضيات في مجلس الخدمة المدنية في العام 1995، وأنهى تخرجه من كلية التربية في الجامعة اللبنانية في العام 1996 برتبة أستاذ ثانوي في ملاك وزارة التربية والتعليم العالي (لبنان) الوطنية. حيث شارك في العديد من النشاطات التربوية والدورات التدريبية وفي المناسبات العامة. لنوح حسن العديد من القصائد والأمسيات والتفسيرات على شبكة الإنترنت كما له العديد من مؤلفات الكتب في مجال الشعر العربي وكتب الإحصاء والرياضيات.

## الشهادات التقديرية
حاز شهادات تقديرية متعددة تأتي في طليعتها شهادة تقدير من وزارة الثقافة لعام 2018 عن كتابه «الإنسان واحد»، إضافة إلى شهادة من وزارة التربية لعام 2019 عن الكتابين Function وvectors. كما حصل على شهادة تكريم من جمعية الأمل الرياضية الثقافية في بلدة معركة عام 2000.

## المناصب والأعمال
هو مدرس ومنسق مادة الرياضيات في ثانوية معركة اللبنانية وشاعر وكاتب مستقل.

## شعره
قال النقاد عن شعره لم ينسى الشاعر نوح حسن في مؤلفاته كل القضايا الهامة في عالمنا العربي من فلسطين إلى المقاومة في الجنوب إلى قضايا عدة تتصل بالمنحى الإنساني ولم ينسى الأخلاق ولم ينسى الإنسان، كتبه متنوعة وعديدة تأتي في طليعتها كتاب «الطريق» وكتاب «الإنسان واحد» كما كتب كل ما من شأنه أن يتيح للقارئ أن يحفظ ما يقرأ ويتابع القراءة دون ملل أو كلل
و قالوا أيضاً عنه أنه شاعر جديد بلباس قديم لقصيدة حديثة بكل همومهما وألوانها، يوأنه صحح الزمن العربي، يعيد تشكيل لوحة الانتماء إلى الوطن والناس وقضاياهم الأساسية التي تلتزم نظام العدل والحق والخير والجمال والسلام.

## المقابلات والأمسيات
أجرى الشاعر نوح أحمد حسن العديد من المقابلات منها:
1- مقابلة مع أذاعة صوت الفرح مع المحاورة فاطمة بيضون عن موضوع أثير الصوم بتاريخ 10 حزيران 2018.
2- أمسية بعنوان «دار غوايات» الشعرية في معرض بيروت العربي الدولي للكتاب وقد نشرت في جريدة اللواء بتاريخ 15 كانون الأول 2012.
3- أمسية بعنوان «كربلاء الجنوب» في بلدة معركة جنوب لبنان في ذكرى المواجهة الشعبية الأولى ضد الأحتلال بتاريخ 24 شباط 1984.

## مؤلفاته
| 1. الإنسان واحد: الصادر عن دار الفارابي في الطبعة الأولى كانون الثاني 2017. 2. الطريق: الصادر عن مركز الطب الطبيعي للطبعة والنشر والتوزيع (غوايات) في تشرين الثاني 2012. 3. عاصفة العواصف الصادر عن الدار العلوم العربية للطباعة والنشر – بيروت 2003. 4. ديوان القرين الصادرعن دار الهادي للطباعة والنشر والتوزيع – بيروت 2001. 5. تفسير القرآن في شرح وتأويل الرحمن الصادر عن مركز الطب الطبيعي للطبعة والنشر والتوزيع (غوايات) في تشرين الثاني 2017. 6. اليراع الصادر عن دار الفارابي – بيروت 2020. 7. ديوان نوح حسن – مطبعة دياب – صور - 2020. 8. شعر نوح حسن - مطبعة دياب – صور - 2020. 9. كتاب Function مطبعة دياب – صور - 2019. 10. Vectors مطبعة دياب صور 2019 11. Algebra مطبعة دياب صور 2019 12. Galois مطبعة دياب صور 2019 13. Topology مطبعة دياب – صور - 2020. 14. تفسير القرآن الكريم المُبسط- مطبعة دياب – صور - 2020. 15. سُنة النبي محمد (ص) - مطبعة دياب – صور - 2020. |

## من قصائده في الشعر
الأمّ الحنانُ
من ديوان «الإنسان واحد»، الطبعة الأولى – بيروت، 2017.
ألحَقُّ
من ديوان «اليراع»، الطبعة الأولى – بيروت، 2016.

## معرض صور

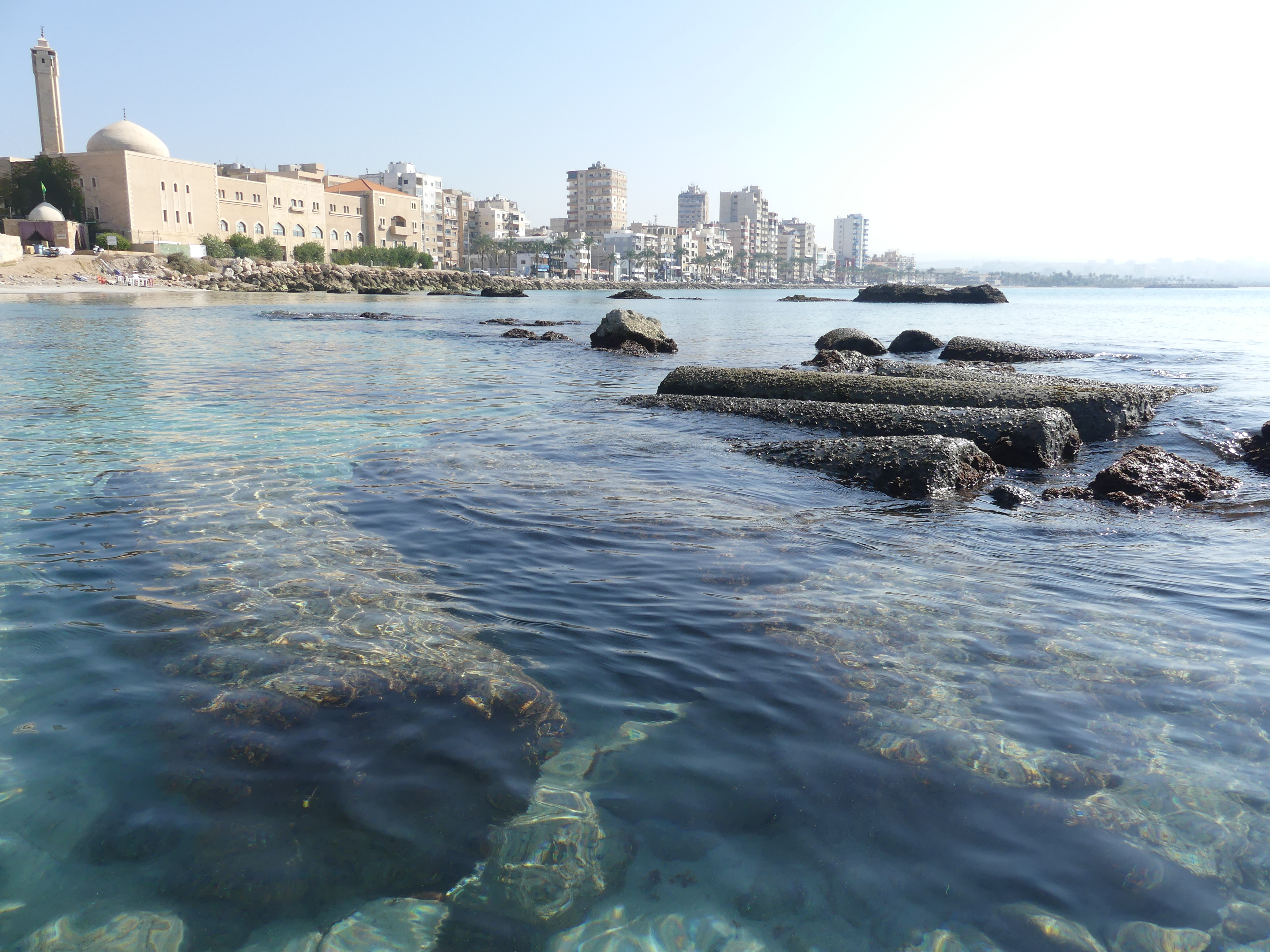
مدينة صور لبنان
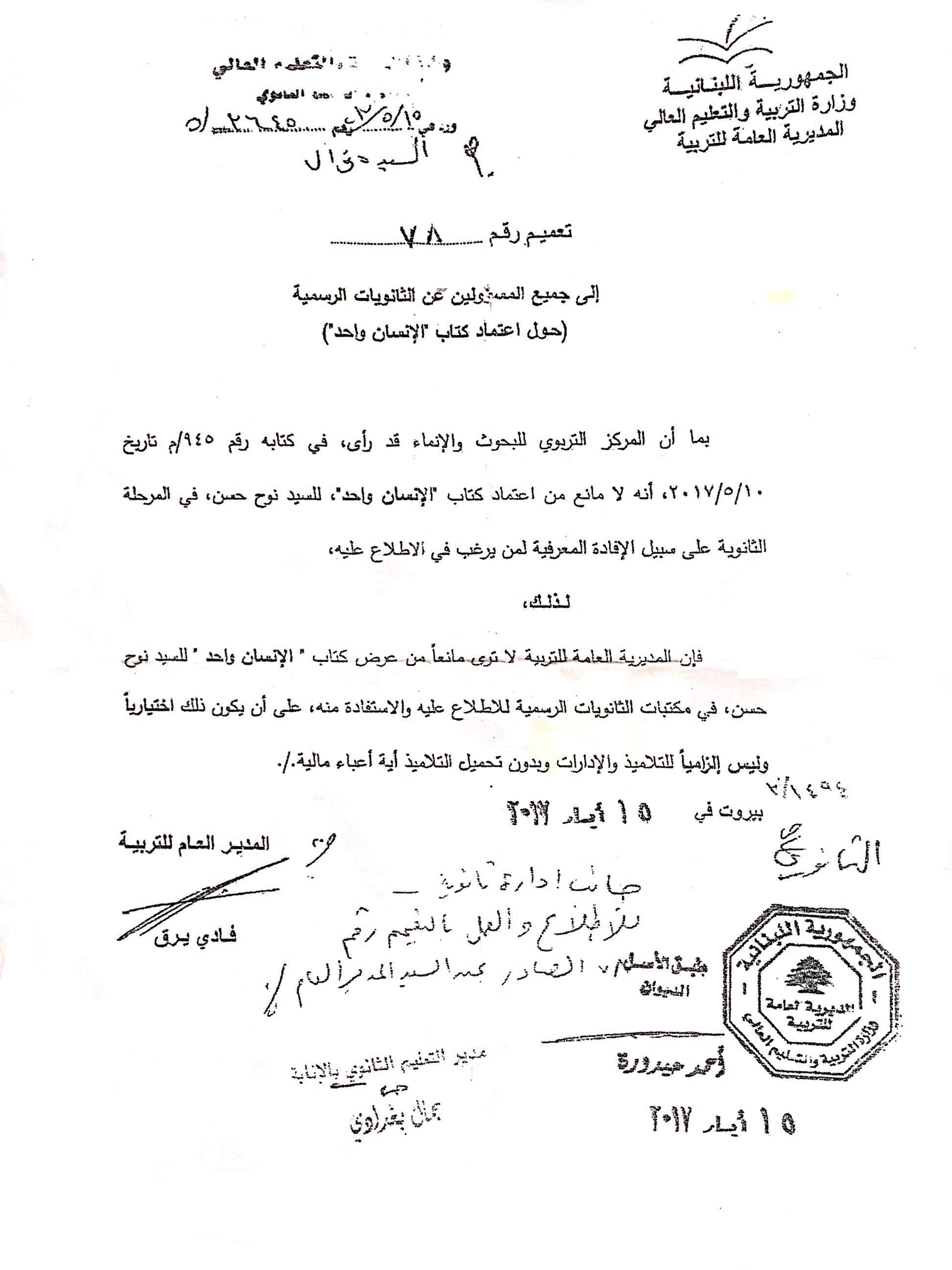
تعميم من وزارة التربية اللبنانية للأستاذ الشاعر نوح أحمد حسن عن كتابه الجديد "الإنسان واحد" عام 2017